# Tour du Limousin 2011
Il Tour du Limousin 2011, quarantaquattresima edizione della corsa (trentasettesima dall'era professionistica), si svolse dal 16 al 19 agosto 2011 su un percorso di 723 km ripartiti in 4 tappe, con partenza e arrivo a Limoges. Fu vinto dal belga Björn Leukemans della Vacansoleil-DCM Pro Cycling Team davanti ai francesi Matthieu Ladagnous e Florian Guillou.

## Tappe
| Tappa  | Data      | Percorso                            | km    | Vincitore di tappa | Leader cl. generale |
| ------ | --------- | ----------------------------------- | ----- | ------------------ | ------------------- |
| 1ª     | 16 agosto | Limoges > Guéret                    | 165,9 | Björn Leukemans    | Björn Leukemans     |
| 2ª     | 17 agosto | Saint-Hilaire-Peyroux > Allassac    | 184,4 | Tony Gallopin      | Björn Leukemans     |
| 3ª     | 18 agosto | Lanouaille > Saint-Yrieix-la-Perche | 191,8 | Matthieu Ladagnous | Björn Leukemans     |
| 4ª     | 19 agosto | Lacs de Haute Charente > Limoges    | 180,9 | Matthieu Ladagnous | Björn Leukemans     |
| Totale | Totale    | Totale                              | 723   |                    |                     |

## Dettagli delle tappe

### 1ª tappa
- 16 agosto: Limoges > Guéret – 165,9 km

| Pos. | Corridore       | Squadra           | Tempo    |
| ---- | --------------- | ----------------- | -------- |
| 1    | Björn Leukemans | Vacansoleil       | 3h59'46" |
| 2    | Florian Guillou | Bretagne          | a 5"     |
| 3    | Thomas Degand   | Veranda's Willems | a 14"    |

| Pos. | Corridore       | Squadra           | Tempo    |
| ---- | --------------- | ----------------- | -------- |
| 1    | Björn Leukemans | Vacansoleil       | 3h59'36" |
| 2    | Florian Guillou | Bretagne          | a 9"     |
| 3    | Thomas Degand   | Veranda's Willems | a 20"    |

### 2ª tappa
- 17 agosto: Saint-Hilaire-Peyroux > Allassac – 184,4 km

| Pos. | Corridore          | Squadra | Tempo    |
| ---- | ------------------ | ------- | -------- |
| 1    | Tony Gallopin      | Cofidis | 5h00'26" |
| 2    | Matthieu Ladagnous | FDJ     | a 6"     |
| 3    | Jure Kocjan        | Type 1  | s.t.     |

| Pos. | Corridore       | Squadra     | Tempo    |
| ---- | --------------- | ----------- | -------- |
| 1    | Björn Leukemans | Vacansoleil | 9h00'08" |
| 2    | Florian Guillou | Bretagne    | a 9"     |
| 3    | Tony Gallopin   | Cofidis     | a 14"    |

### 3ª tappa
- 18 agosto: Lanouaille > Saint-Yrieix-la-Perche – 191,8 km

| Pos. | Corridore          | Squadra      | Tempo    |
| ---- | ------------------ | ------------ | -------- |
| 1    | Matthieu Ladagnous | FDJ          | 4h42'32" |
| 2    | Samuel Dumoulin    | Cofidis      | s.t.     |
| 3    | Jérémie Galland    | Saur-Sojasun | s.t.     |

| Pos. | Corridore          | Squadra     | Tempo     |
| ---- | ------------------ | ----------- | --------- |
| 1    | Björn Leukemans    | Vacansoleil | 13h42'40" |
| 2    | Florian Guillou    | Bretagne    | a 9"      |
| 3    | Matthieu Ladagnous | FDJ         | a 13"     |

### 4ª tappa
- 19 agosto: Lacs de Haute Charente > Limoges – 180,9 km

| Pos. | Corridore          | Squadra     | Tempo    |
| ---- | ------------------ | ----------- | -------- |
| 1    | Matthieu Ladagnous | FDJ         | 4h39'12" |
| 2    | Jure Kocjan        | Type 1      | s.t.     |
| 3    | Björn Leukemans    | Vacansoleil | s.t.     |

| Pos. | Corridore          | Squadra     | Tempo     |
| ---- | ------------------ | ----------- | --------- |
| 1    | Björn Leukemans    | Vacansoleil | 18h21'48" |
| 2    | Matthieu Ladagnous | FDJ         | a 7"      |
| 3    | Florian Guillou    | Bretagne    | a 13"     |

## Classifiche finali

### Classifica generale
| Pos. | Corridore          | Squadra                          | Tempo     |
| ---- | ------------------ | -------------------------------- | --------- |
| 1    | Björn Leukemans    | Vacansoleil-DCM Pro Cycling Team | 18h21'48" |
| 2    | Matthieu Ladagnous | FDJ                              | a 7"      |
| 3    | Florian Guillou    | Bretagne-Schuller                | a 13"     |
| 4    | Tony Gallopin      | Cofidis                          | a 18"     |
| 5    | Thomas Degand      | Veranda's Willems-Accent         | a 24"     |
| 6    | Jure Kocjan        | Team Type 1-Sanofi Aventis       | a 25"     |
| 7    | Anthony Geslin     | FDJ                              | a 26"     |
| 8    | Anthony Roux       | FDJ                              | s.t.      |
| 9    | Mikael Cherel      | Ag2r-La Mondiale                 | a 27"     |
| 10   | Yukiya Arashiro    | Team Europcar                    | a 30"     |